# Газель доркас
Газель доркас (лат. Gazella dorcas) — невелика газель, що важить всього 20 кг. Її ареал охоплює Північну Африку, Ізраїль, Ліван, Йорданію, Сирію, Ірак, захід Саудівської Аравії і Ємен.
Як мешканець пустель газель доркас завдяки своєму забарвленню піщаного кольору ідеально замаскована. Нижня сторона тіла у неї біла, боки злегка червонуваті. Вона може взагалі нічого не пити, тому що всю потребу в рідині вона в змозі покривати росою на рослинах, якими вона харчується, а також шляхом поїдання водозберігаючих рослин, які ростуть в пустелі.

## Статус загрози
МСОП класифікує вид газель доркас як рідкісний і такий, що знаходиться під загрозою вимирання. Багато заможних сімей в арабських країнах Близького сходу роблять поїздки в пустелю, при яких полювання на антилоп набуває характеру військової операції. Газелей підстрілюють з вертольотів і машин.

## Етимологія
Доркас є грецьким словом, що означає газель. Саме слово газель походить від арабського ghazal.